# لیموقبای مارشال
لیموقبای مارشال (نام علمی: Aegithina nigrolutea) نام یک گونه از تیره لیموقبا است.